# Diferencias irreconciliables
El concepto de diferencias irreconciliables es un causal posible de divorcio en varias jurisdicciones.

## Australia
El derecho de familia en Australia utiliza el concepto de divorcio sin culpa, y las diferencias irreconciliables es la base del divorcio, y una prueba adecuada es que la pareja desavenida han estado separados por más de  12 meses.

## Estados Unidos
En los Estados Unidos, este es uno de varios motivos de divorcio posibles. A menudo, se utiliza como justificación para un divorcio sin culpa. En muchos casos, las diferencias irreconciliables fueron la causa original y única para el divorcio sin culpa, como en California, que promulgó la primera ley de divorcio sin culpa pura de Estados Unidos en 1969. California ahora considera otra base posible de divorcio, "incapacidad legal permanente para hacer decisiones "(anteriormente "locura incurable"), en su formulario de petición de divorcio.
Cualquier tipo de diferencia entre las dos partes que bien no pueda o que no se cambie puede considerarse como diferencia irreconciliable. Una diferencia podría ser una diferencia de carácter, personalidad, creencias o algún otro rasgo de personalidad. Algunos estados utilizan los términos ruptura irremediable, ruptura irrecuperable o incompatibilidad. En algunos estados donde el fundamento oficial es 'diferencias irreconciliables', la definición legal de ese término puede incluir un período de espera o un requisito de consentimiento mutuo.